# 聖維克多修道院

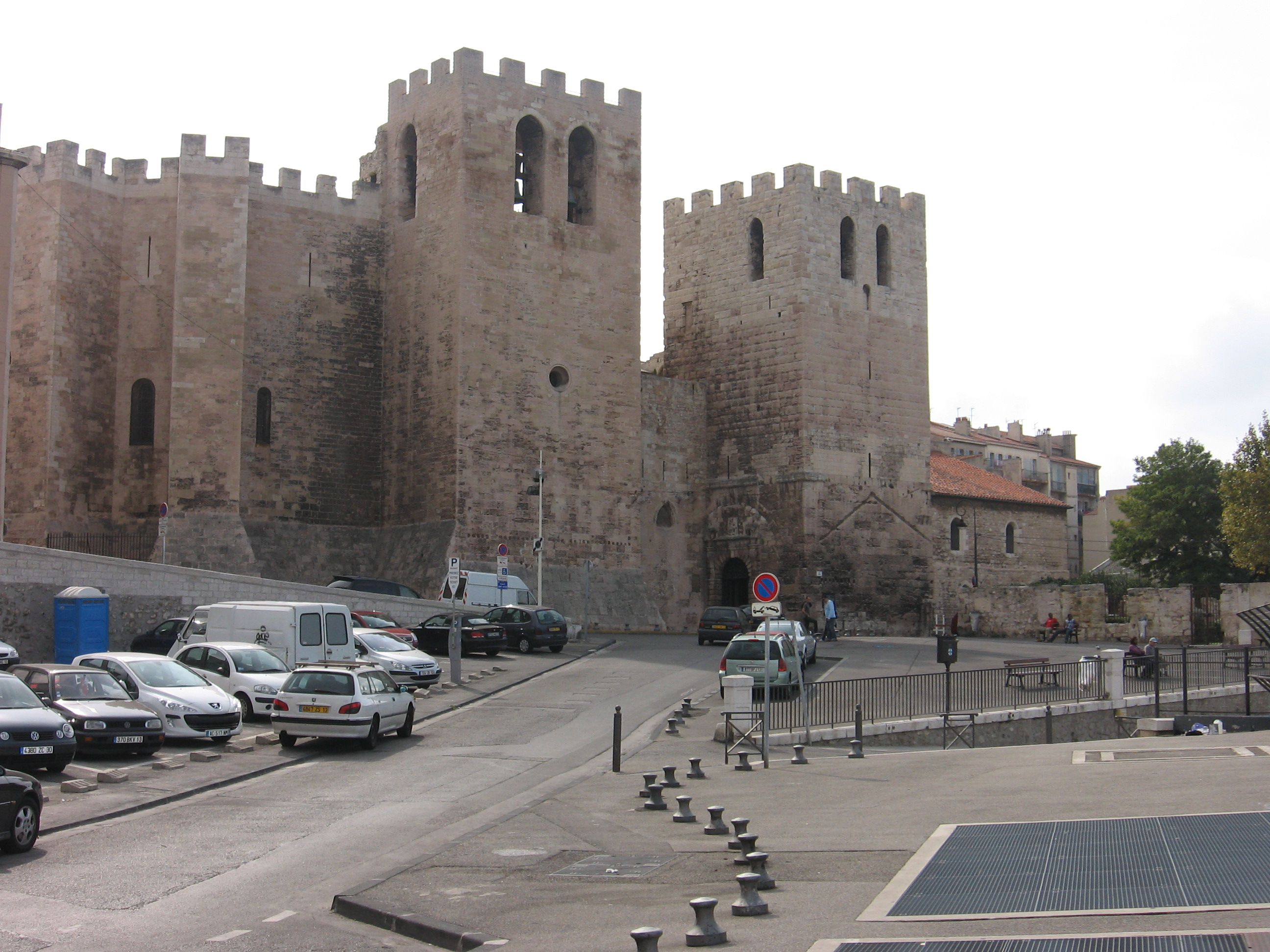

聖維克多修道院（Abbey of Saint Victor）是位於法國馬賽的一座古羅馬時代後期的修道院。 聖維克多修道院大約修建於415年，11世紀時進入鼎盛時期。1739年，聖維克多修道院被教皇下令解散。

## 外部連結
- Marseille-Tourisme.com Abbaye Saint Victor （页面存档备份，存于） （法文）

43°17′25″N 5°21′56″E / 43.29028°N 5.36556°E